# Domingos Rodrigues
Domingos Rodrigues (Vila Cova à Coelheira, 1637 - Lisboa, 20 de diciembre de 1719) fue un maestro de cocina del rey Pedro II de Portugal, que había trabajado previamente para los marqueses de Valença y Gouveia, y autor de un Arte de Cozinha: Dividida en tres partes, composta, e tercera vez accrescentada..., publicado en 1680, que es de interés para conocer la cocina barroca portuguesa, de clara influencia francesa. El recetario tuvo gran divulgación en su época, siendo célebre por su variedad y refinamiento, llegando a contar con diecinueve ediciones. Es considerado el libro de cocina más antiguo de la culinaria lusa.